# トミー関
トミー 関（トミー せき、1942年6月28日 - ）は、日本の男性声優、俳優。テアトル・エコー所属。本名：大関 富也（）。旧芸名：関 富也（）。東京都港区麻布出身。蟹座。血液型はA型。東京都立武蔵丘高等学校卒。

## 経歴
1948年4月、板橋区立板橋第一小学校入学。1953年4月、板橋区立板橋第三中学校入学。1956年4月、東京都立武蔵丘高等学校入学。
高校卒業後、1961年に劇団NBKに入団。その後、喜劇役者を目指して、1963年に劇団テアトル･エコーに移籍した。
特撮テレビドラマ『仮面ライダー』では、再生怪人で比較的セリフの多い役を担当することが多かった。声質から倉口佳三と混同されることもある。

## 出演作品

### テレビ
- 敵艦見ゆ 日露戦争
- 花は花よめ
- 雑居時代
- 水もれ甲介（運送屋）

### 特撮
- 仮面ライダー（エジプタスの声[7]、毒トカゲ男の声[7]、ナマズギラーの声[7]）
  - 仮面ライダー対じごく大使（再生ザンジオーの声、再生ギリーラの声、再生海蛇男の声[7]、再生プラノドンの声）[要出典]
- 変身忍者 嵐（吸血ムカデの声[要出典]）
- 忍者部隊月光（ボーイ）

### 舞台
- 四人の隊長の恋（1964年、衛兵2[8]）
- 表裏源内蛙合戦（1970年、徳川家重[9]）
- 珍訳聖書
- 新ハムレット
- 地下室の火事